# Clypeosphaeriaceae
Clypeosphaeriaceae is een familie van schimmels uit de orde Amphisphaeriales. Het typegeslacht is Clypeosphaeria.

## Geslachten
Het bestaat uit de volgene door GBIF geaccepteerde geslachten:
- Amerostege
- Apioclypea
- Apiorhynchostoma
- Aquasphaeria
- Brunneiapiospora
- Clypeophysalospora
- Clypeosphaeria
- Crassoascus
- Curvatispora
- Duradens
- Entosordaria
- Palmomyces
- Pseudovalsaria
- Stereosphaeria